# Lispocephala subtilis
Lispocephala subtilis är en tvåvingeart som beskrevs av Hardy 1981. Lispocephala subtilis ingår i släktet Lispocephala och familjen husflugor. Inga underarter finns listade i Catalogue of Life.